# Hong Kong Open 1973
L'Hong Kong Open 1973 è stato un torneo di tennis giocato sul cemento. È stata la 1ª edizione dell'Hong Kong Open che fa del Commercial Union Assurance Grand Prix 1973. Si è giocato a Hong Kong dal 29 ottobre al 4 novembre 1973.

## Campioni

### Singolare
Rod Laver ha battuto in finale  Charlie Pasarell con il punteggio di 6–3, 3–6, 6–2, 6–2

### Doppio
Colin Dibley /  Rod Laver hanno battuto in finale  Paul Gerken /  Brian Gottfried con il punteggio di 6–3, 5–7, 17–15